# Dietrich von Schönberg
Dietrich von Schönberg († 1370) war 1370 Bischof von Meißen.
Dietrich stammte wie zwei weitere Bischöfe des 15. Jahrhunderts aus dem Hause Schönberg. Zum Zeitpunkt seiner Erwählung als Bischof war er Archidiakon von Nisan, der aber noch keine Priesterweihen erhalten hatte. Diese Wahl wurde in Rom zunächst für nichtig erklärt, Papst Urban V. bestätigte ihn schließlich doch in einer Bulle vom 29. Mai 1370. Dietrich starb auf seiner Rückreise von Rom, bei der er sich seine Bestätigung eingeholt hatte.